# Чрезмерный вылов рыбы

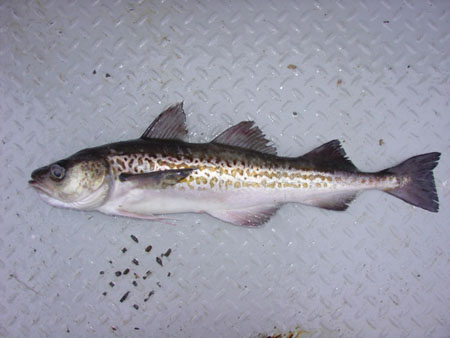
Минтай — один из видов, чья добыча намного превышает рамки устойчивости

Чрезмерный вылов рыбы — практика рыболовства, не обеспечивающая устойчивого состояния рыбных популяций и влекущая за собой истощение рыбных ресурсов. По сравнению с другими антропогенными воздействиями на морские экосистемы, такими как загрязнение воды или изменение климата, чрезмерный вылов является на сегодняшний день основной причиной массивного сокращения популяций многих видов рыб, часть из которых уже находятся на грани вымирания.

## Причины
К экономическим причинам чрезмерного вылова рыбы относится растущий спрос на морские продукты, связанный с ростом всемирного населения. Рыба часто рассматривается как альтернатива мясной пище. Высокие цены на определённые виды рыбы часто приводят к тому, что трюмы рыболовецких судов часто резервируются для наиболее ценной рыбы, тогда как остальная добыча выбрасывается в море в качестве прилова. Сохранение многочисленного рыболовецкого флота нередко стимулируется государственными субсидиями.
Технологическими причинами чрезмерного вылова являются усовершенствованные в наше время методы и приёмы рыболовства. Всё более крупные промышленные корабли в состоянии использовать всё более крупные сети. Цифровые карты, спутниковая навигация и трёхмерные гидролокаторы позволяют вести точную ловлю даже в водах с трудным подводным рельефом, которые ранее приходилось обходить со значительной дистанцией безопасности. В открытом море современные инструменты находят крупные косяки рыбы и делают возможным их полный вылов.
Существующие во многих странах квоты на вылов определённых видов хоть и являются отчасти разумной мерой, однако ещё более увеличивают долю нежелательного прилова, поскольку рыбаки прежде всего стараются исчерпать свои полученные квоты. В странах Третьего мира ситуация усугубляется отсутствием контроля и большим количеством браконьеров, игнорирующих какие-либо нормы.

## Последствия
В наше время наблюдается значительное сокращение популяций многих употребляемых в пищу видов рыбы, в том числе тунца, рыбы-меч и других. За последние годы в северной части Атлантики промысловые запасы трески, хека, морского окуня и камбалы сократились на 95 процентов.
Зачастую не хватает зрелых особей, способных благодаря своему размеру производить много икры. Нарушаются пищевые цепи, что обусловливает сокращение и других видов. Нерегулируемая квотами и остающаяся вне контроля смерть молодых особей, выбрасываемых в качестве прилова, несёт в себе экономические потери для рыбного хозяйства в долгосрочном плане, поскольку те же особи в будущем представляли бы возросшую ценность. Огромные экономические потери означает потенциальное вымирание того или иного вида рыбы, на которого ведётся промысел.

## Меры по противодействию
Существуют международные соглашения, по которым на вылов отдельных видов наложены ограничения. Часто эти ограничения, однако, недостаточно строгие, либо из-за ненадлежащего контроля просто не соблюдаются. К возможным технологическим мерам относится селективный промысел с помощью специализированных сетей, позволяющий вылавливать лишь особей определённого вида и существенно снижающий прилов. Другим способом защитить океанские популяции являются аквакультуры, однако и здесь существуют проблемы. К ним относится необходимость самостоятельно ловить многочисленный корм в случаях разведения хищной рыбы. Также проблематично применение антибиотиков, поскольку оно может иметь негативные последствия и для особей, живущих в дикой природе.